# 心と生活
心と生活（こころとせいかつ）は、NHK教育テレビジョンで1960年9月9日から1961年3月17日まで放送されていたテレビ番組。

## 概要
高等学校特別活動向け学校放送番組。

## 放送時間
金曜日15:00-15:30

## 放送リスト
1. 1960年09月09日 青春のあしおと
2. 1960年09月16日 友情のかげに
3. 1960年09月30日 閉じられたページ
4. 1960年10月07日 二つの道
5. 1960年10月14日 校風と伝統
6. 1960年10月21日 心の家出
7. 1960年10月28日 ある日の日記
8. 1960年11月04日 白いユニホーム
9. 1960年11月11日 見えない壁 ホーム・ルームの運営
10. 1960年11月18日 進路をめぐって
11. 1960年11月25日 若き日々 友情と恋愛について
12. 1960年12月02日 土の歌
13. 1960年12月09日 お祝いの背広
14. 1960年12月16日 私たちの願い
15. 1960年12月23日 生徒から先生から
16. 1961年01月13日 生徒会の歩み
17. 1961年01月20日 大学で学ぶこと
18. 1961年01月27日 女子の職場
19. 1961年02月03日 仕事の夢
20. 1961年02月10日 お祝いの背広
21. 1961年02月17日 海へ巣立つ生徒たち
22. 1961年02月24日 サラリーマンのいす
23. 1961年03月03日 “女らしさ”ということ
24. 1961年03月10日 A君の三年間
25. 1961年03月17日 同じ仲間